# Terry Wallis
Terry Wayne Wallis (7 avril 1964 – 29 mars 2022) était un Américain qui, le 11 juin 2003, a repris conscience après avoir passé 19 ans dans le coma en état de conscience minimale.

## Biographie
Wallis est né le 7 avril 1964 à Marianna, Arkansas, d'Angilee et Jerry Wallis. Six semaines avant son accident, sa femme Sandi a donné naissance à une fille.

## Accident
Le 13 juillet 1984, Wallis conduisait sa camionnette avec deux passagers lorsqu'elle s'est écrasée contre une clôture sur un petit pont près de Stone County, Arkansas, et a dérapé par-dessus bord. Le camion a été retrouvé à l'envers dans le lit asséché de la rivière, plus de 7 mètres en contrebas. L'accident a tué l'un des deux passagers. Agé de 20 ans, Wallis a été retrouvé inconscient mais respirant, avec des blessures importantes. Devenu tétraplégique et tombé dans le coma, il a été transféré dans une maison de repos à Mountain View.
Moins d’un an après l’accident, le coma s’est stabilisé jusqu’à un état de conscience minimale, mais les médecins pensaient que son état serait permanent.

## Réveil
En 2003, Wallis s'est réveillé spontanément et a commencé à parler, demandant un Pepsi et du lait. Lorsqu'une infirmière lui a demandé qui était la femme qui marchait vers lui, il l'a identifiée comme étant « maman ». Il croyait qu’il avait encore 20 ans et qu'il était encore en 1984. Ses muscles sont restés faibles, mais il a progressivement récupéré des fonctions motrices limités au cours d'une « période d'éveil » de trois jours au où il a retrouvé la capacité de contrôler certaines parties de son corps et de parler à d'autres. Cependant, il est resté handicapé, notamment par un trouble moteur de la parole, la dysarthrie.
Selon sa nécrologie, « Sa mère et toute sa famille ont pris soin de lui sans relâche pendant et après son coma » et  « le ramenait à la maison un week-end sur deux pendant des années. Les médecins pensent que cette stimulation a contribué à sa période d'éveil. ». En 2005, Wallis a fait l'objet d'un épisode de l'émission documentaire BodyShock  de la chaîne britannique Channel 4, montrant sa mère et sa fille l'encourageant à parler à des neurologistes pour essayer de savoir comment il avait retrouvé la parole après si longtemps. Selon le neuropsychologue Joe Giacino, le cerveau de Wallis conservait beaucoup d'informations d'avant son accident en 1984, mais bien peu après, parce qu'il avait perdu la capacité de stocker de nouveaux souvenirs à cause d'une amnésie rétrograde et que selon le neurologue Martin Gizzi, les dommages causés au lobe frontal ont rendu Wallis incapable de transformer ses expériences en souvenirs.
Par la suite, des scanners cérébraux ont été réalisés sur Wallis, qui en ont conclu que son cerveau s'est reconfiguré, les neurones restés intacts ayant formé de nouvelles connexions pour contourner les zones endommagées.

## Mort
Wallis est décédé à Searcy, Arkansas, le 29 mars 2022, à l'âge de 57 ans.